# ダニエル・リベスキンド

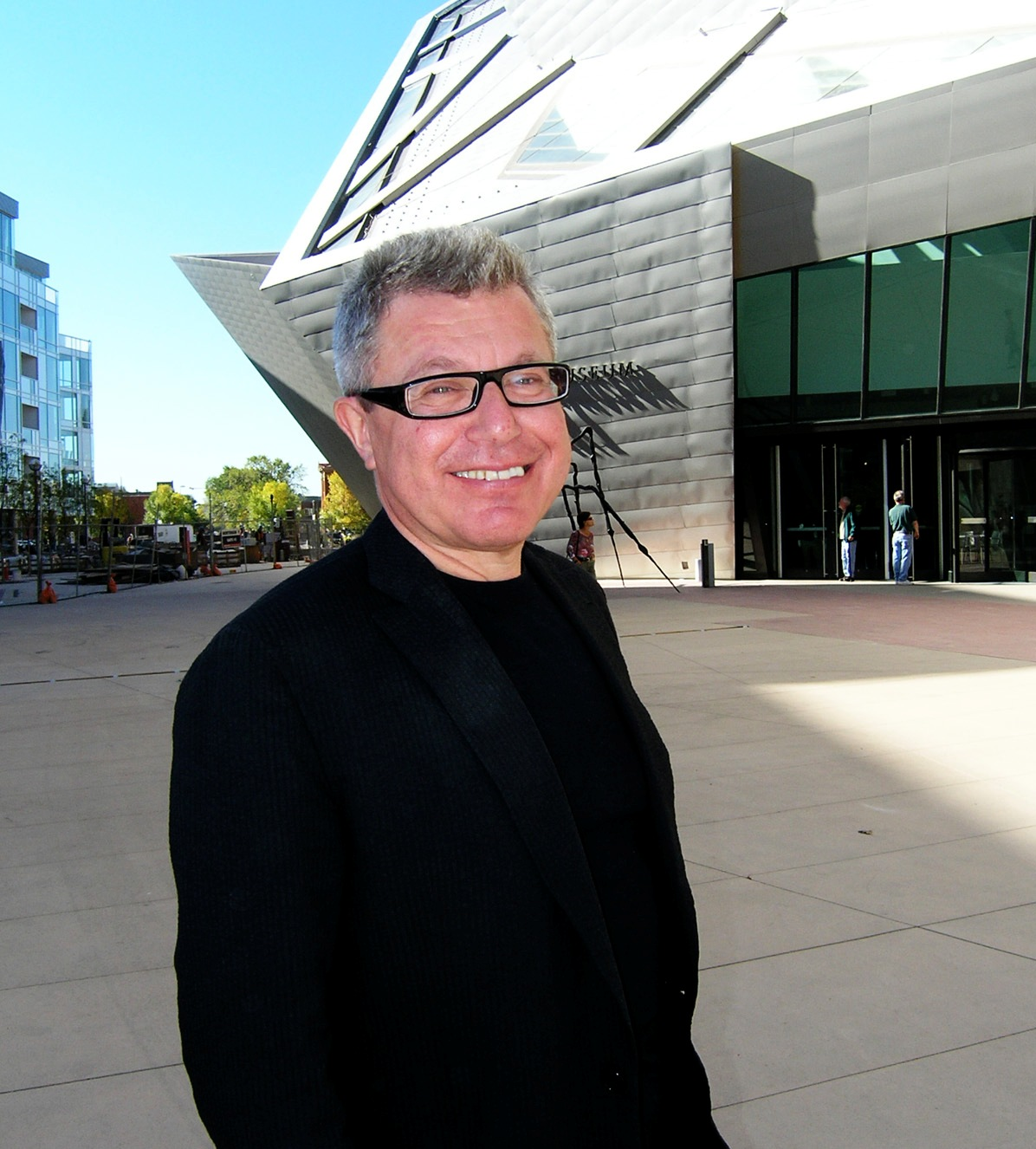
ダニエル・リベスキンド

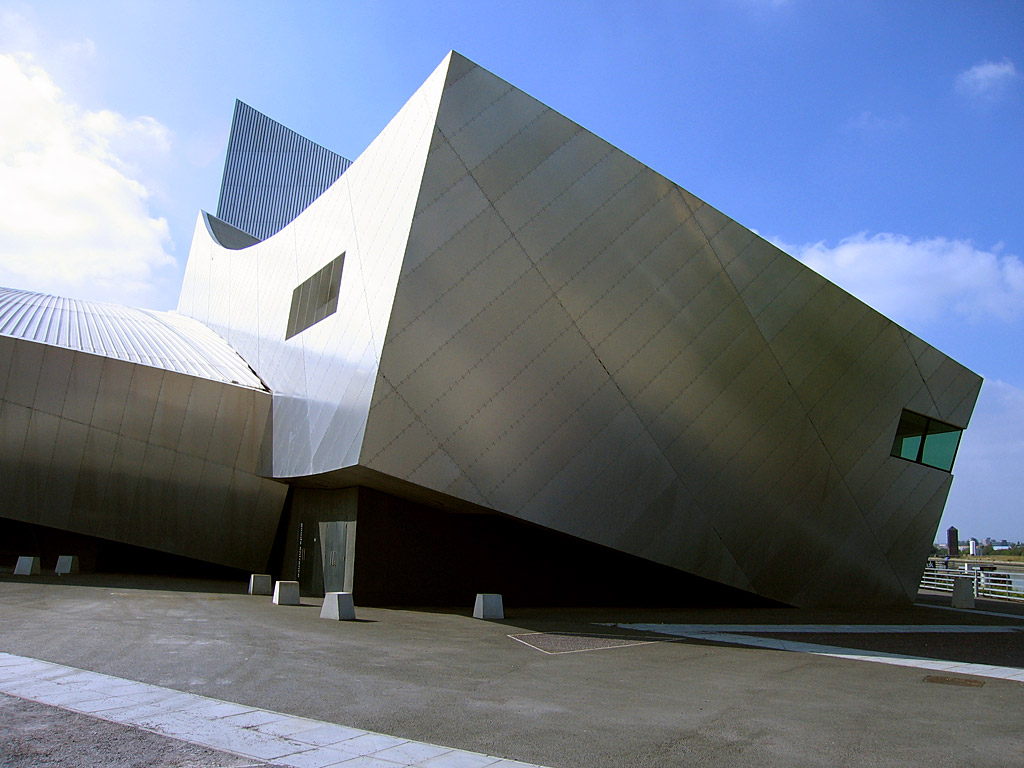
マンチェスターの帝国戦争博物館

ダニエル・リベスキンド（Daniel Libeskind, 1946年5月12日 - ）は、ポーランド系アメリカ人の建築家。ポーランドのウッチ生まれ。

## 経歴
彼の両親はユダヤ系でホロコーストの生存者。幼少期のリベスキンドはアコーディオンを習い、1953年より小さな天才としてポーランド国営テレビに出演するようになり国民的アイドルとしての人気を集めた。これがニューヨークのアメリカ・イスラエル文化基金（AICF）の目に留まって奨学金が提供されることになり、1959年の夏にポーランドからアメリカへの最後の移民船でアメリカ合衆国へ渡った。ニューヨークではブロンクス科学高校に通い、卒業の年の1965年にアメリカの市民権を取得した。その後はクーパー・ユニオンに進学し1970年に卒業、建築の学士号を得る。1972年にエセックス大学で歴史学と建築理論の修士号を取得。
以前は建築評論や、建つ見込みのない建築案に関するドローイング「マイクロメガス」などで有名で、脱構築主義の建築思想家、「建築しない建築家」として知られていたが、1988年のベルリン・ユダヤ博物館コンペ当選後、主として美術館や博物館などの様々な設計の仕事が舞い込んだ。2001年に広島市主催の美術賞、第5回ヒロシマ賞（英語名：HIROSHIMA ART PRIZE）を受賞。
アメリカ同時多発テロ事件後の世界貿易センター跡地再建コンペに当選し、業務・商業用ビルも手がけることとなった。これは1776フィート（約541メートル）の高さの「フリーダム・タワー（自由の塔）」と、数本の高層ビルとツインタワー跡地の慰霊スペースからなり、2010年に完成したが、土地所有者のニューヨーク・ニュージャージー港湾局や、旧ビル保有者である不動産開発業者などの思惑が絡み、当初の設計案に大幅な変更が加えられた。
現在の計画案ではリベスキンドのマスタープランを活かしつつも、個別の建物の設計はSOMや槇文彦、ノーマン・フォスターらが手がけている。

## 主な作品（予定含む）
- ユダヤ博物館：ドイツ、ベルリン
- デンマーク・ユダヤ博物館（2004）
- 帝国戦争博物館：イギリス、マンチェスター

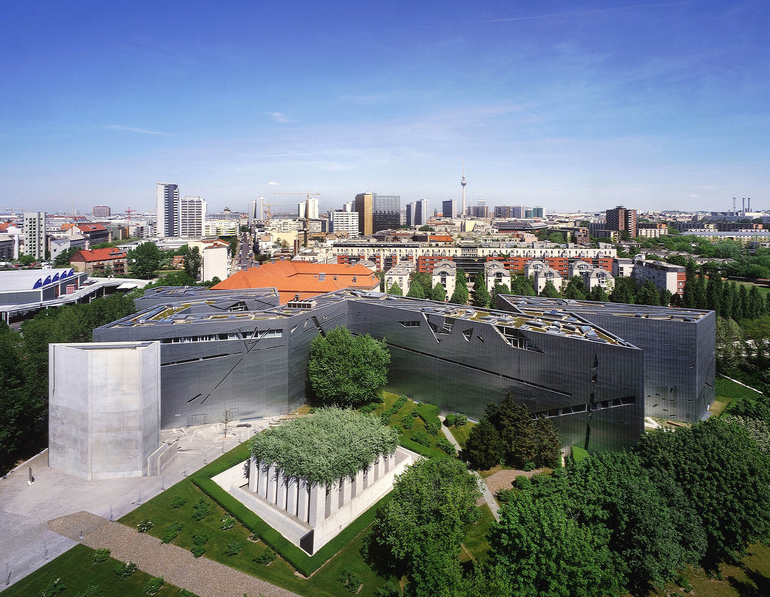
ユダヤ博物館(ベルリン)

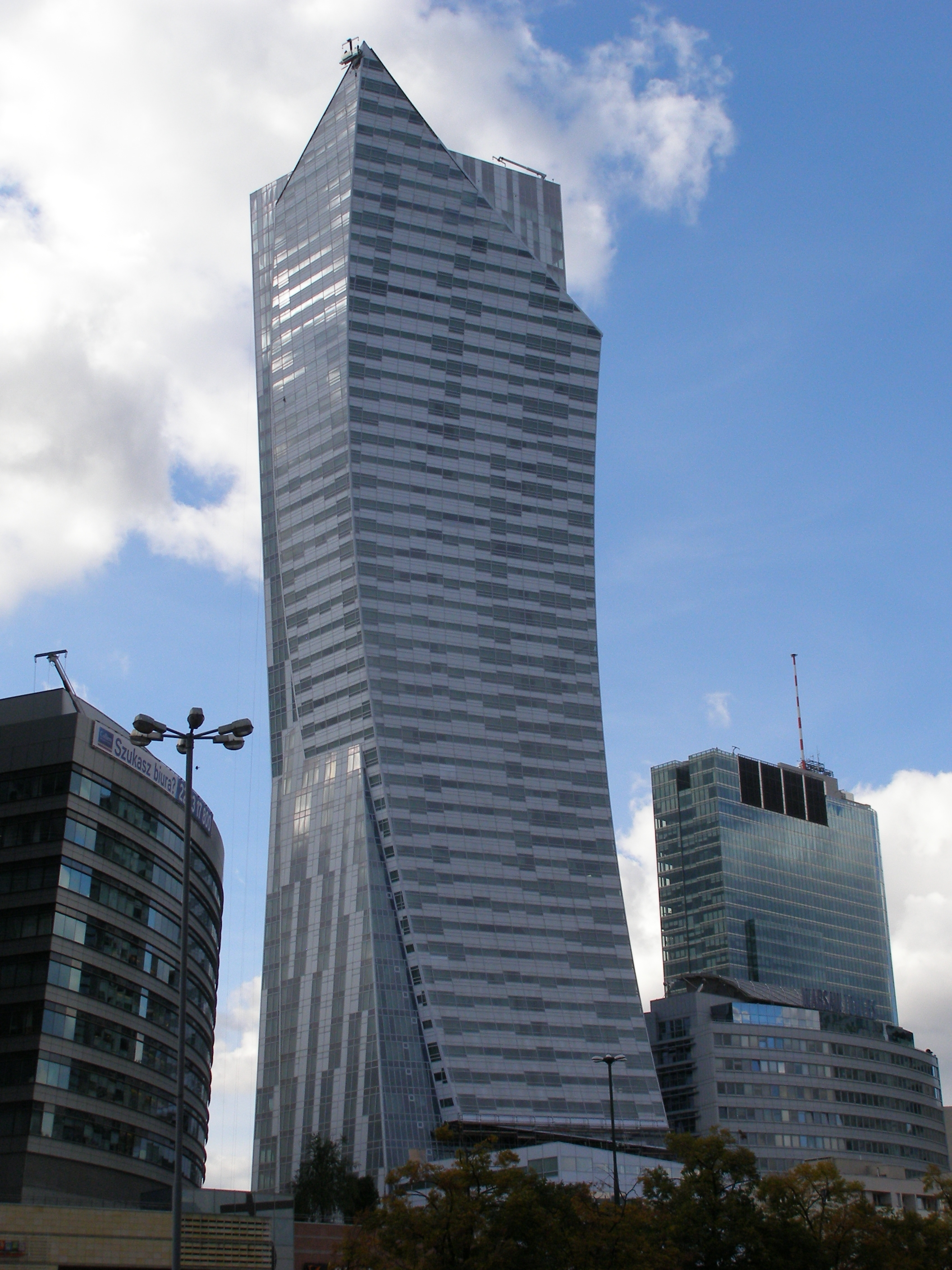
「黄金通り44番タワー」(「ズウォタ44」、ワルシャワ)

- フェリックス・ヌスバウム美術館：ドイツ、オスナブリュック（cf.フェリックス・ヌスバウム）
- ヴィクトリア&アルバート美術館増築：イギリス、ロンドン
- デンバー美術館増築計画：アメリカ、デンバー
- ロイヤルオンタリオ博物館：カナダ、トロント
- フリーダム・タワー：アメリカ、ニューヨーク
- 黄金通り44番タワー：ポーランド、ワルシャワ
- ドイツ連邦軍軍事史博物館：ドイツ、ドレスデン

## その他
- 新建築住宅設計競技など審査員を歴任。